# ناحیه ویلسون، شهرستان دویت، ایلینوی
ناحیه ویلسون (به انگلیسی: Wilson Township) یک منطقهٔ مسکونی در ایالات متحده آمریکا است که در شهرستان دویت واقع شده‌است. ناحیه ویلسون ۱۴۹ نفر جمعیت دارد و ۲۴۵ متر بالاتر از سطح دریا واقع شده‌است.